# Francesco Liverani
Pour les articles homonymes, voir Liverani.
Francesco Liverani (5 décembre 1912 à Santa Sofia - 1985 à Santa Sofia) est un ancien arbitre italien de football, qui officia de 1954 à 1960 et fut affilié à Turin.

## Biographie
Francesco Liverani remporta le Premio Giovanni Mauro lors de la saison 1955-1956, récompensant le meilleur arbitre de la saison.

## Carrière
Francesco Liverani a officié dans des compétitions majeures : 
- Championnat de Turquie de football 1959 (finale retour)
- JO 1960 (1 match)